# Club Atlético Tucumán
El Club Atlético Tucumán és un club de futbol argentí de la ciutat de San Miguel de Tucumán.

## Història
El club va ser fundat el 27 de setembre de 1902, essent el club més antic de la província de Tucumán, rebent per això el sobrenom dels degans. Ha jugat 9 cops a la màxima categoria del futbol argentí, 9 d'elles entre 1973 i 1981, i l'altre el 1984. La seva millor actuació fou la semifinal del campionat Nacional el 1979.

## Palmarès

### Torneigs locals i regionals
- Liga de Clubes (1): 
  - 1911
- Liga Tucumana de Fútbol (primera) (3):
  - 1915,1916, 1916
- Unión Tucumana de Fútbol (1): 
  - 1918
- Federación Tucumana (21): 
  - 1920, 1921, 1924, 1927, 1930, 1935, 1937, 1938, 1942, 1951, 1957, 1958, 1959, 1960, 1961, 1962, 1963, 1964, 1972, 1973, 1975
- Liga Tucumana de Fútbol (7): 
  - 1977, 1978, 1979, 1983, 1986, 2003, 2016.
- Torneo de clasificación y selección (2):
  - 1967, 1968
- Torneo de Competencia (8): 
  - 1926, 1939, 1944, 1945, 1946, 1951, 1953, 1957
- Campeonato de Honor (13): 
  - 1935, 1936, 1937, 1938, 1939, 1944, 1952, 1954, 1956, 1957, 1958, 1959, 1963.
- Torneigs Regionals (10): 
  - 1973, 1974, 1975, 1976, 1978, 1979, 1980, 1981, 1984.

### Torneigs nacionals
- Campeón de Campeones Torneo de la República: 
  - 1959
- Torneo Argentino A (2):
  - Clausura 2004, 2008
- Primera "B" Nacional : 
  - 2008-09

### Torneigs amistosos
- Copa Centenario Tucumán: 1916
- Copa Leandro N.Alem (4): 1936, 1937, 1940, 1944
- Copa King's (SE): 1970
- Cuadrangular Jardín de la República: 1974
- Copa Mes de la Patria: 1979
- Copa Pálpitos Deportivos: 2007

## Estadi
L'estadi fou construït el 1922 amb una capacitat original per a 5.000 espectadors. Fou inaugurat el 25 de maig del citat any. El nom de l'estadi José Fierro està dedicat a un ex president del club. Està situat al nord de la ciutat, al Barrio Norte, a la intersecció dels carrers 25 de Mayo i República de Chile. Actualment té capacitat per a 32.700 persones.

## Jugadors destacats
Futbolistes que han jugat un mínim de 50 partits per al club, han establert algun rècord o han estat internacionals amb la seva selecció.
| - Ricardo Villa (1974~76) - Jorge Pellegrini (1976) - Víctor Hugo Jiménez (1980~83, 1983~85, 1988~89) - Raúl Aredes (1983~89, 2001) - José Daniel Ponce (1984) - Hugo Corbalán (1989~91, 2002~03) - Fernando Moner (1995~96) - Pedro Monzón (1995~96) - Marcelino Galoppo (1998~99) | - Miguel Rimba (1998~99) - Óscar Ferro (2000) - Hugo Guerra (2001) - Federico Martorell (2004~05) - Luis Pulga Rodríguez (2003~present) - Claudio Sarría (2005~present) - Lucas Ischuk (2007~present) - Josemir Lujambio (2008~09) - Fabio Escobar (2009~present) |